# Wolf Heidenheim

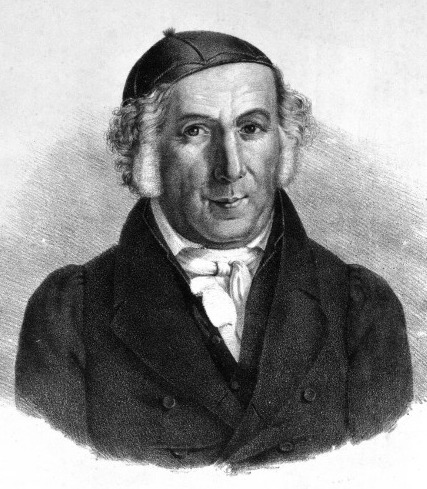
Wolf Heidenheim

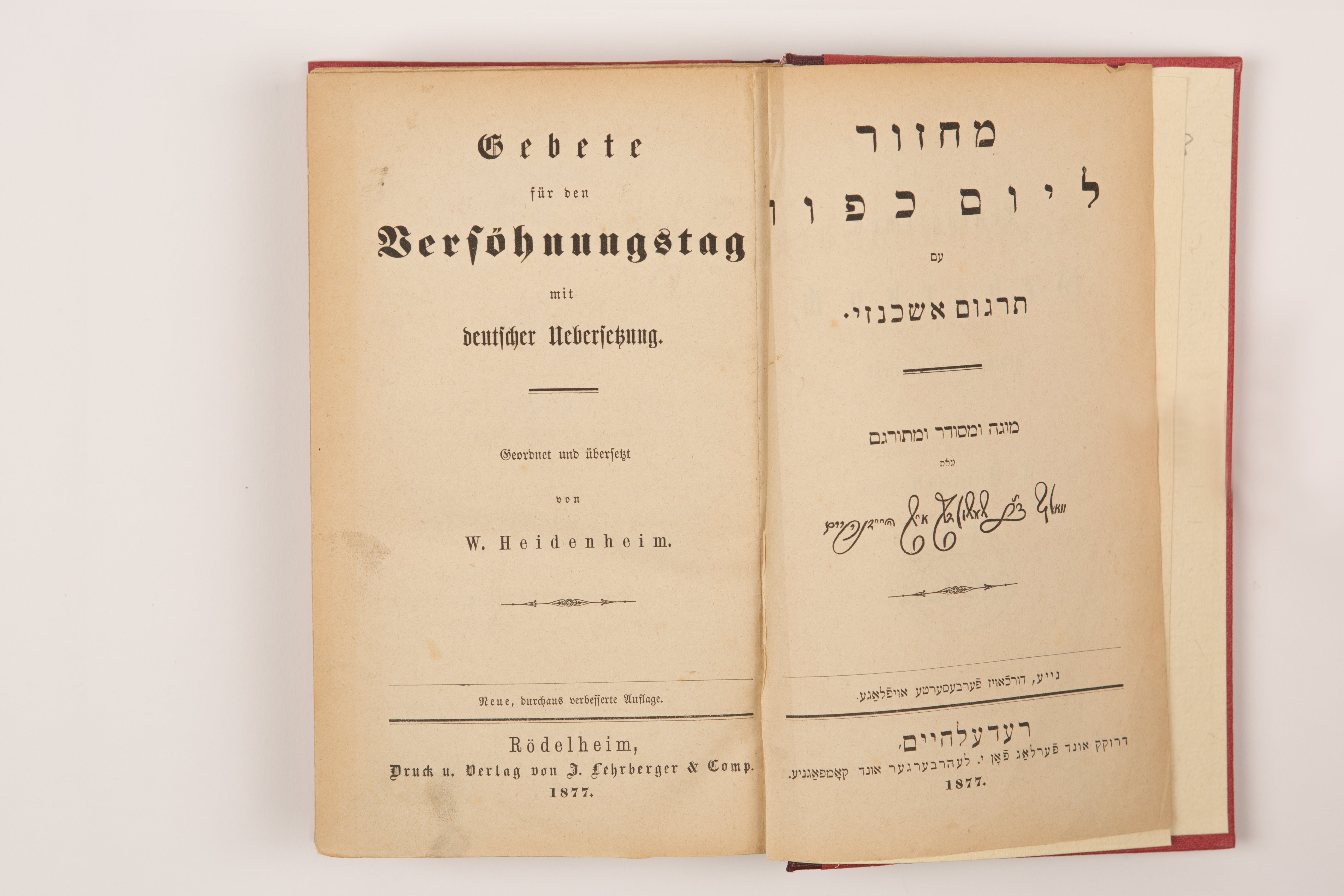
Gebete für Jom Kippur mit deutscher Übersetzung von W. Heidenheim, 1877. In der Sammlung des Jüdischen Museums der Schweiz.

Wolf (Benjamin Se’ew) Heidenheim (geb. 1757 in Heidenheim, Franken; gest. 23. Februar 1832 in Rödelheim, heute Frankfurt am Main) war ein deutsch-jüdischer Gelehrter und Drucker.

## Leben und Wirken
Wolf Heidenheim wurde 1757 in Heidenheim (heutiger Landkreis Weißenburg-Gunzenhausen) geboren. Er besuchte die Rabbinerschule in Fürth und setzte unter Rabbiner Nathan Adler in Frankfurt seine Studien fort, wo er unter anderem die Bekanntschaft von Wolf Breidenbach und Salomo Dubno machte.
1788 ließ er sich in Offenbach nieder, wo er u. a. Abraham ibn Esras Mosnajim und den Pentateuch mit Targum Onkelos’, Raschis, Raschbams, Norzis und eigenen Kommentaren herausgab. 1799 gründete er mit Baruch Baschwitz in Rödelheim bei Frankfurt eine Buchdruckerei. Als er im nächsten Jahr einen Machsor, das Gebetbuch für jüdische Festtage, herausgab, stützte er sich dabei auf historische deutsche und italienische Quellen, die bis 1258 zurückreichen. Sein Werk wurde als Machsor Rödelheim bekannt. Später folgten weitere historisch fundierte Ausgaben eines Siddur (Gebetbuch für Wochentage und Sabbat), des Pentateuch, eine hebräische Grammatik sowie religionsphilosophische Werke.
Durch seine grammatikalisch-masoretischen Studien und korrekten Textausgaben hat Heidenheim Kritik und Exegese der Bibel wesentlich gefördert. Zahlreiche seiner Werke blieben unveröffentlicht, die meisten seiner Manuskripte wurden von der Bodleian Library in Oxford erworben.
Nach ihm ist eine Straße im westlichen Bereich Frankfurt-Rödelheims benannt.

## Schriften
- Machsor Rödelheim. Für alle jüdischen Feiertage. Hebräisch mit deutscher Übersetzung von Selig Bamberger. Goldschmidt, Basel 1953 (9 Bände).